# Ambonga apicenotata
Ambonga apicenotata är en insektsart som beskrevs av Melichar 1915. Ambonga apicenotata ingår i släktet Ambonga och familjen spottstritar.
Artens utbredningsområde är Madagaskar. Inga underarter finns listade i Catalogue of Life.